# Louis-Saint-Laurent—Akiawenhrahk
Pour les articles homonymes, voir Saint-Laurent.
Circonscription électorale fédérale du Canada
Louis-Saint-Laurent—Akiawenhrahk (auparavant Louis-Saint-Laurent) est une circonscription électorale fédérale au Québec (Canada).

## Description
La circonscription, dans la région québécoise de Capitale-Nationale, est constituée par la partie nord-ouest de la ville de Québec, composée de parties des arrondissements Laurentien, Les Rivières et La Haute-Saint-Charles, ainsi que la réserve autochtone de Wendake et la ville de L'Ancienne-Lorette.
Les circonscriptions limitrophes sont Portneuf—Jacques-Cartier, Charlesbourg—Haute-Saint-Charles, Québec et Louis-Hébert.

## Historique
La circonscription Louis-Saint-Laurent est créée en 2003 avec des parties de Portneuf et Québec-Est. Elle est nommée en l'honneur de Louis St-Laurent, ancien premier ministre fédéral libéral de 1948 à 1957.
À la suite du redécoupage électoral de 2022, la circonscription rétrécit au sud pour céder une portion de territoire à la circonscription de Charlesbourg—Haute-Saint-Charles. Lors de l'adoption du rapport final le 16 juin 2023, la circonscription change de nom pour devenir Louis-Saint-Laurent—Akiawenhrahk. Le nom initialement proposé par la commission était Louis-Saint-Laurent—Wendake puisque la réserve du même nom se trouve sur le territoire, mais le Grand chef de la nation huronne-wendatt de Wendake, Rémy Vincent, propose plutôt Akiawenhrahk qui signifie « truite » en wendat, mais qui est également le nom qui désigne la rivière Saint-Charles qui longe la limite ouest de la réserve.

## Députés

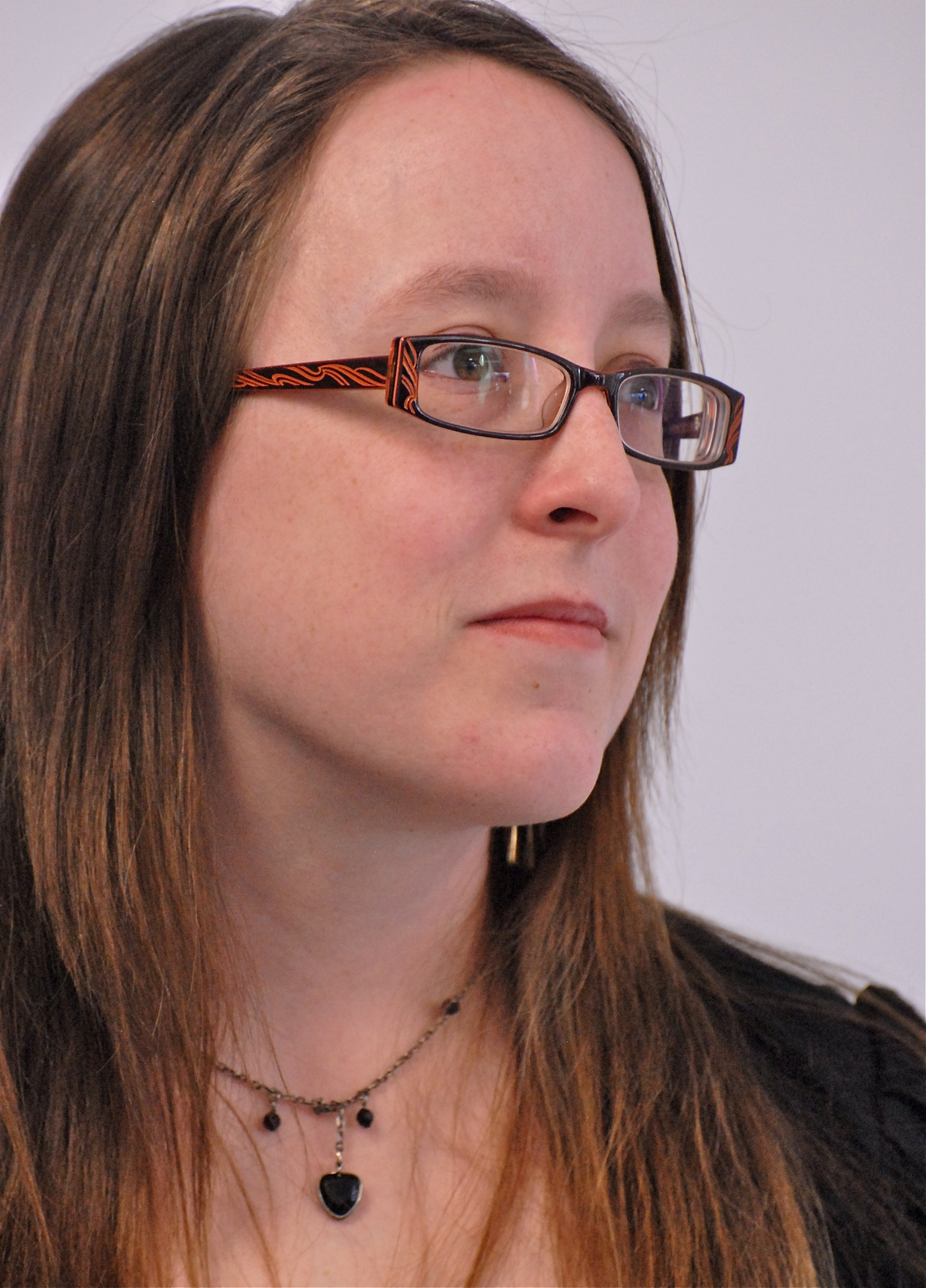
Alexandrine Latendresse est députée de 2011 à 2015

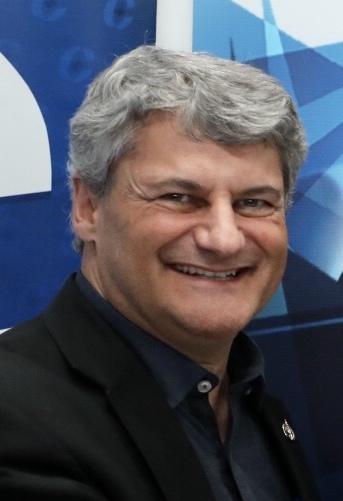
Gérard Deltell est député de Louis-Saint-Laurent depuis 2015

| Législature                                         | Années        | Député                  | Parti | Parti          |
| --------------------------------------------------- | ------------- | ----------------------- | ----- | -------------- |
| Louis-Saint-Laurent issue de Portneuf et Québec-Est |               |                         |       |                |
| 38e                                                 | 2004–2006     | Bernard Cleary          |       | Bloc québécois |
| 39e                                                 | 2006–2008     | Josée Verner            |       | Conservateur   |
| 40e                                                 | 2008–2011     | Josée Verner            |       | Conservateur   |
| 41e                                                 | 2011–2015     | Alexandrine Latendresse |       | Néo-démocrate  |
| 42e                                                 | 2015–2019     | Gérard Deltell          |       | Conservateur   |
| 43e                                                 | 2019–2021     | Gérard Deltell          |       | Conservateur   |
| 44e                                                 | 2021–2025     | Gérard Deltell          |       | Conservateur   |
| Louis-Saint-Laurent—Akiawenhrahk                    |               |                         |       |                |
| 45e                                                 | 2025–en cours | Gérard Deltell          |       | Conservateur   |

## Résultats électoraux

### Tendances
|                                                                                            |
| - Parti libéral - Parti conservateur - NPD - Bloc québécois - Parti vert - Parti populaire |

### Résultats détaillés
|       | Candidat                | Parti          | # de voix | % des voix |
|       | Josée Verner (sortante) | Conservateur   | +21 334,  | 37,59 %    |
|       | France Gagné            | Bloc québécois | +08 148,  | 14,36 %    |
|       | Philippe Mérel          | Libéral        | +03 612,  | 6,36 %     |
|       | Alexandrine Latendresse | NPD            | +22 629,  | 39,87 %    |
|       | Jean Cloutier           | Vert           | +00857,   | 1,51 %     |
|       | Daniel Arseneault       | Héritage       | +00175,   | 0,31 %     |
| Total | Total                   | Total          | 56 755    | 100 %      |

|       | Candidat                | Parti          | # de voix | % des voix |
|       | Josée Verner (sortante) | Conservateur   | +23 683,  | 47,14 %    |
|       | France Gagné            | Bloc québécois | +13 330,  | 26,53 %    |
|       | Hélène H. Leone         | Libéral        | +06 712,  | 13,36 %    |
|       | Alexandrine Latendresse | NPD            | +05 252,  | 10,45 %    |
|       | Jean Cloutier           | Vert           | +01 260,  | 2,51 %     |
| Total | Total                   | Total          | 50 237    | 100 %      |